# ZB vz. 26
Das vz. 26 war das Standard-lMG der tschechoslowakischen Armee in den 1930er-Jahren. 

## Geschichte
Das ZB vz. 26 wurde von Václav Holek 1924 entwickelt und von Zbrojovka Brno (ZB) in Brünn unter der Bezeichnung ZB 26 gefertigt. Die offizielle Bezeichnung der tschechoslowakischen Armee lautete Lehký kulomet vz. 26, was leichtes MG Modell 1926 bedeutet. Nach der Zerschlagung und Besetzung der Tschechoslowakei 1939 durch Nazideutschland wurden vorhandene ZB vz. 26 als leichtes Maschinengewehr MG 26(t) (t = tschechisch) übernommen und die modernisierte Modellvariante ZB vz. 30 als MG 30(t) für die Waffen-SS und Wehrmacht weiter produziert.

## Beschreibung
Das vz. 26 ist ein luftgekühlter Gasdrucklader mit Kippblockverschluss. Der Gaskanal liegt unter dem mit Kühlrippen versehenen Lauf, die Schließfeder befindet sich im Kolben. Die zuschießende Waffe konnte Einzel- oder Dauerfeuer schießen. Der Lauf musste nach 200 Schuss Dauerfeuer gewechselt werden. Von der Infanterie wurde es auf einem Teleskop-Zweibein eingesetzt, gegen Flugzeuge auf einem Dreibein oder in Befestigungsanlagen bzw. in gepanzerten Fahrzeugen auf einer universalen Lafette. Die praktische Kadenz betrug 180 Schuss/min, bei Feuerstößen 100 Schuss/min.

## Technische Daten
| Kenngröße                                | Daten               |
| ---------------------------------------- | ------------------- |
| Länge mit Kolben                         | 1168 mm             |
| Länge des Laufs                          | 602 mm              |
| Gewicht                                  | 8,89 kg (ungeladen) |
| Lauf                                     | 2,50 kg             |
| volles Magazin                           | 0,80 kg             |
| Kadenz (theoretisch)                     | 600 Schuss/Min      |
| Anfangsgeschwindigkeit v0 des Geschosses | 760 m/s             |
| Magazinkapazität                         | 20 Schuss           |
| Kampfentfernung (Zweibein)               | 200–1500 m          |
| Kampfentfernung (Dreibein/Lafette)       | 3000 m              |

## Varianten
- Praga 1924 (Prototyp)
- ZB vz. 26 (erste Serienversion)
- ZB vz. 27 (verbesserte Serienversion)
- ZB vz. 30 (weiter verbesserte Serienversion, auch rumänische Lizenzproduktion bei Copsa Mica in Cugir, auffälligste Änderung ist der kürzere Gaskanal; die Gasentnahmebohrung befindet sich ab diesem Modell etwa in der Mitte des Laufs, wo das Zweibein befestigt ist. Umstellung des Gasregulators auf eine vereinfachte Ausführung mit nur vier anstelle von sieben Stufen.)[1]
- ZB vz. 30J (Exportmodell für Jugoslawien, toleranter gegenüber verschiedenen Munitionsarten)[1]
- ZGB 1933 (Serienversion für Großbritannien auf Basis des ZB 30J im Kaliber .303 British. 85 Stück exportiert, später Lizenzfertigung als Bren (Brno–Enfield) in Enfield.)

## Nutzerstaaten
- Afghanistan: 2000 ZB vz. 30
- Ägypten: 1060 ZGB 1933
- Äthiopien: 450 ZB vz. 30
- Bolivien: 3350 ZB vz. 30
- Brasilien: 1080 ZB vz. 26
- Bulgarien: 3000 ZGB 1933
- Chile: 11 ZB vz. 26

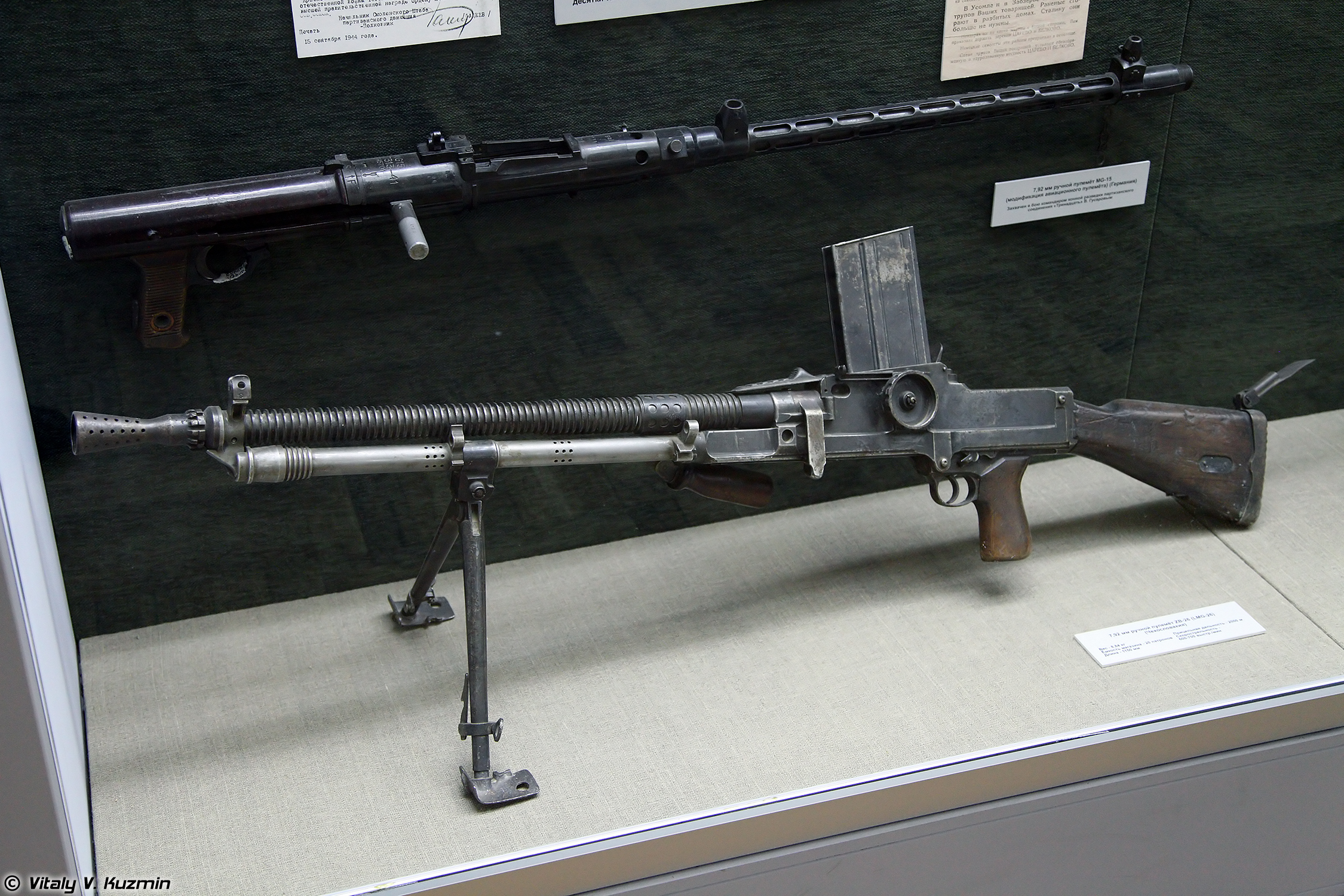

- Republik China: 30.249 ZB vz. 26, ZB vz. 27
- Deutsches Reich: Ab 1939 wurden vorhandene ZB vz. 26 als leichtes Maschinengewehr MG 26(t) (t = tschechisch) übernommen und ZB vz. 30 als MG 30(t) für Waffen-SS, Wehrmacht und Ordnungspolizei weiter produziert.
- Ecuador: 200 ZB vz. 26, 750 ZB vz. 30
- Guatemala: 50 ZB vz. 30
- Vereinigtes Königreich: 85 ZGB 1933
- Irak: 850 ZGB 1933
- Japan: 2200 ZB vz. 26
- Jugoslawien: 1500 ZB vz. 26, 15.500 ZB vz. 30J
- Lettland: 11 ZB vz. 30, 600 ZGB 1933
- Litauen: 3138 ZB vz. 26
- Nicaragua: 5 ZB vz. 30
- Peru: 1257 ZB vz. 30
- Rumänien: 17.131 ZB vz. 30
- Tschechoslowakei: mindestens 120.000 ZB vz. 26, 27 und 30
- Türkei: 9805 ZB vz. 30
- Uruguay: 80 ZB vz. 30
- Venezuela: 110 ZB vz. 30J